# La Mancha Negra
La Mancha Negra es una sustancia negra misteriosa que ha emanado de las calles en Caracas, Venezuela, y que apareció por primera vez en 1986. Desde su aparición, ha causado múltiples accidentes automovilísticos y se ha cobrado miles de vidas. Determinar la causa de la sustancia se ha demostrado difícil y todavía no existen explicaciones definitivas.

## Historia
La Mancha Negra apareció por primera vez como un rastro de 45 metros de largo descubierto por trabajadores que asfaltaban una autopista de 30 años entre Caracas y sus aeropuertos.
Inicialmente hubo pocas preocupaciones, pero en poco tiempo la mancha se expandió hasta cubrir trece kilómetros de la autopista. El material desconocido crecía cuando el clima era caliente y húmedo, pero se encogía cuando era frío y seco. A pesar de su textura gomosa, la mancha volvió la carretera extraordinariamente insegura, causando que los vehículos chocaran o se desviasen de la ruta. En 1991, un grupo de expertos fue consultado por el presidente Carlos Andrés Pérez sobre el problema, pero no pudo determinar la causa de la sustancia. Se han atribuido 1800 muertes a La Mancha Negra entre 1987 y 1992.
El gobierno venezolano intervino, declarando que dedicó «millones de dólares» a investigar el problema, incluso consultando a expertos en Estados Unidos, Canadá y Europa. En 1994, el ministro de Transporte y Comunicaciones Fernando Martínez Mottola intentó lavar La Mancha Negra creyendo que consistía en una pasta de aceite y polvo e incluso suspendió el trabajo cuando llovía creyendo que eliminaría la sustancia. Finalmente, el gobierno vertió toneladas de piedra caliza sobre la mancha para «secarla». Esto pareció funcionar por un tiempo, pero creó un problema diferente: las carreteras se volvieron tan polvorientas que los conductores y los residentes locales se quejaron de que el aire era irrespirable.
En enero de 1996, la falta de mantenimiento, la escasez de lluvia y la mala calidad de los vehículos en Caracas hicieron que las calles se mancharan con la sustancia nuevamente. Se creyó que La Mancha Negra había sido eliminada con un equipo de limpieza especial de Alemania, pero reapareció en 2001 en las avenidas Baralt, Nueva Granada, Fuerzas Armadas, Sucre y Urdaneta en Caracas.

## Análisis

### Composición
La Mancha Negra se ha descrito como una sustancia negra, grasosa y espesa que tiene la consistencia de chicle mascado, aunque los venezolanos han descrito las carreteras como si estuviesen «cubiertas con hielo». Un equipo del Ministerio de Transporte y Comunicaciones concluyó que La Mancha Negra estaba compuesta de polvo, aceite y varios materiales orgánicos y sintéticos.

### Causas
Se han propuesto varias teorías para explicar el fenómeno, pero ninguna ha establecido su naturaleza exacta. Una teoría consistía en que La Mancha Negra es aceite filtrándose en asfalto subestándar, causando que saliese aceite cuando aumentaba la temperatura. Sin embargo, el ministro de Transporte y Comunicaciones declaró que la composición del asfalto no estaba relacionada con la formación de la sustancia. Otros creen que es el resultado de innumerables carros viejos con filtraciones soltando sus fluidos en las calles. El profesor Giuseppe Giannetto, comisionado del Ministerio de Transporte y Comunicaciones, cree que La Mancha Negra era una acumulación de polvo y de aceite de carros en las carreteras que formó una pasta.
Finalmente, algunos creen que las aguas residuales de barrios cercanos fluían debajo del asfalto, causando una reacción química que resquebrajó las carreteras. El ingeniero y ministro Fernando Martínez Mottola declaró en 1991 no solo que acabaría con La Mancha Negra, sino que también acusó a los residentes cerca de la autopista Caracas-La Guaira ya que «eran parte del problema creando filtros en la carretera».